# Pompeo Mariani
Pompeo Mariani (Monza, 9 settembre 1857 – Bordighera, 25 gennaio 1927) è stato un pittore italiano.

## Biografia

### Infanzia
Nacque a Monza il 9 settembre 1857, figlio di Martino Mariani e di Giulia Bianchi in una casa di Borgo Como, nei pressi della chiesa di San Biagio. La madre Giulia, figlia del pittore Giosuè Bianchi, era sorella del più famoso Mosè. Il giovane Pompeo compie a Monza gli studi ginnasiali e viene avviato alla carriera bancaria a Milano. A Milano viene anche introdotto nei circoli culturali del tempo, la Pasticceria Cova e La Scala. Conosce Gaetano Braga, Arrigo Boito, Luigi Conconi e Vespasiano Bignami. Si dedica alla musica e disegna caricature.
Nel 1878 prende in segreto lezioni di pittura da Eleuterio Pagliano. Lo zio Mosè intercede per lui presso la famiglia che non lo voleva dedito all'arte, e lo sollecita a lavorare all'aperto nel Parco di Monza. Nel 1880 compie un viaggio in Egitto, riportandone dei lavori che susciteranno interesse e anche un buon successo commerciale dando inizio alla carriera del pittore. I lavori saranno presentati alle esposizioni dell'Accademia di belle arti di Brera nel 1881 e 1882.
Nel 1883 frequenta Genova, ospite della sorella Anna Mariani che, dopo essersi sposata con Ignazio Pitscheider aveva lasciato Monza per trasferirsi nel capoluogo ligure. In quel periodo esegue una serie di dipinti fra cui "Saluto del sole morente" che vince il Premio Principe Umberto nel 1884. In quegli anni stabilisce il suo primo studio di pittura nella Villa Keller a Monza continuando anche a lavorare nel parco con lo zio Mosè ed il cugino Emilio Borsa. Di questo periodo sono anche numerosi ritratti che rivelano la grande abilità tecnica raggiunta. Significativo quello del Colonnello Chiodini conservato alla Galleria Giannoni di Novara.

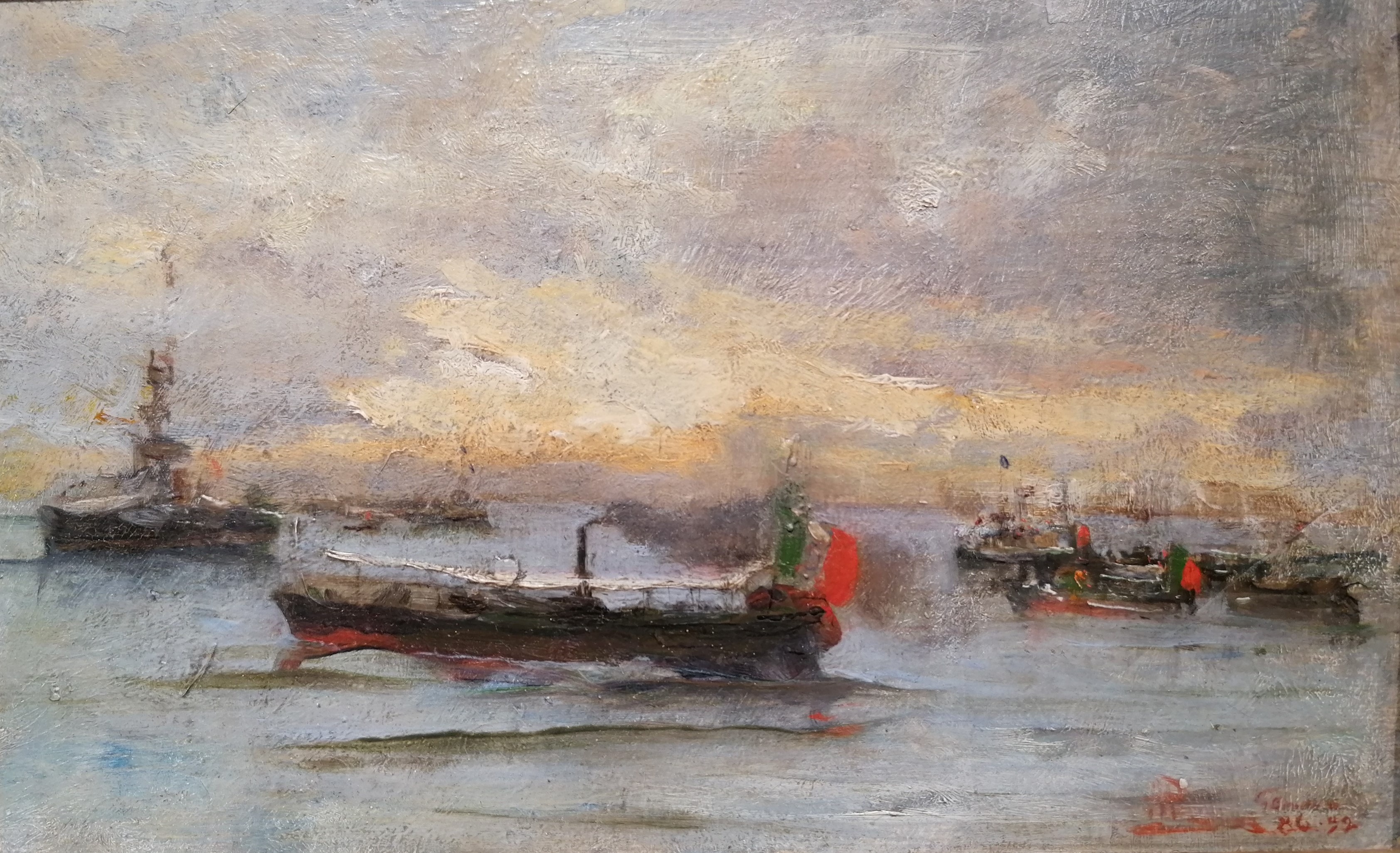
La lancia del re, 1892, Genova, collezione privata

Nel 1885 espone a Parigi, "Saluto del sole morente" vincendo la medaglia d'oro, e a Londra, "La notte nel porto di Genova" che gli vale la medaglia d'argento. L'anno successivo muore suo padre e l'artista si trasferisce con la madre nell'attuale via Volta. Nel 1888 ottiene la medaglia d'oro a Monaco di Baviera per "Tramonto nel porto di Genova" e la menzione d'onore all'esposizione universale di Parigi con "Cantuccio di primavera". Dedicandosi inoltre alla ritrattistica, esegue dipinti per la borghesia e la nobiltà milanese. Viene infine incaricato del ritratto del re Umberto I ed è a Roma per eseguirlo direttamente dal vero (1889). La famiglia reale acquisterà varie tele, fra cui: "D'autunno al cader delle foglie", "Il torrente", "Una lanca del Ticino", ecc.
Uno dei suoi rari quadri a soggetto storico "La partenza di Garibaldi dallo scoglio di Quarto" è acquistato dal Ministero della pubblica istruzione per il Palazzo del Senato. In quegli anni parteciperà anche a numerose esposizioni in tutta Europa.

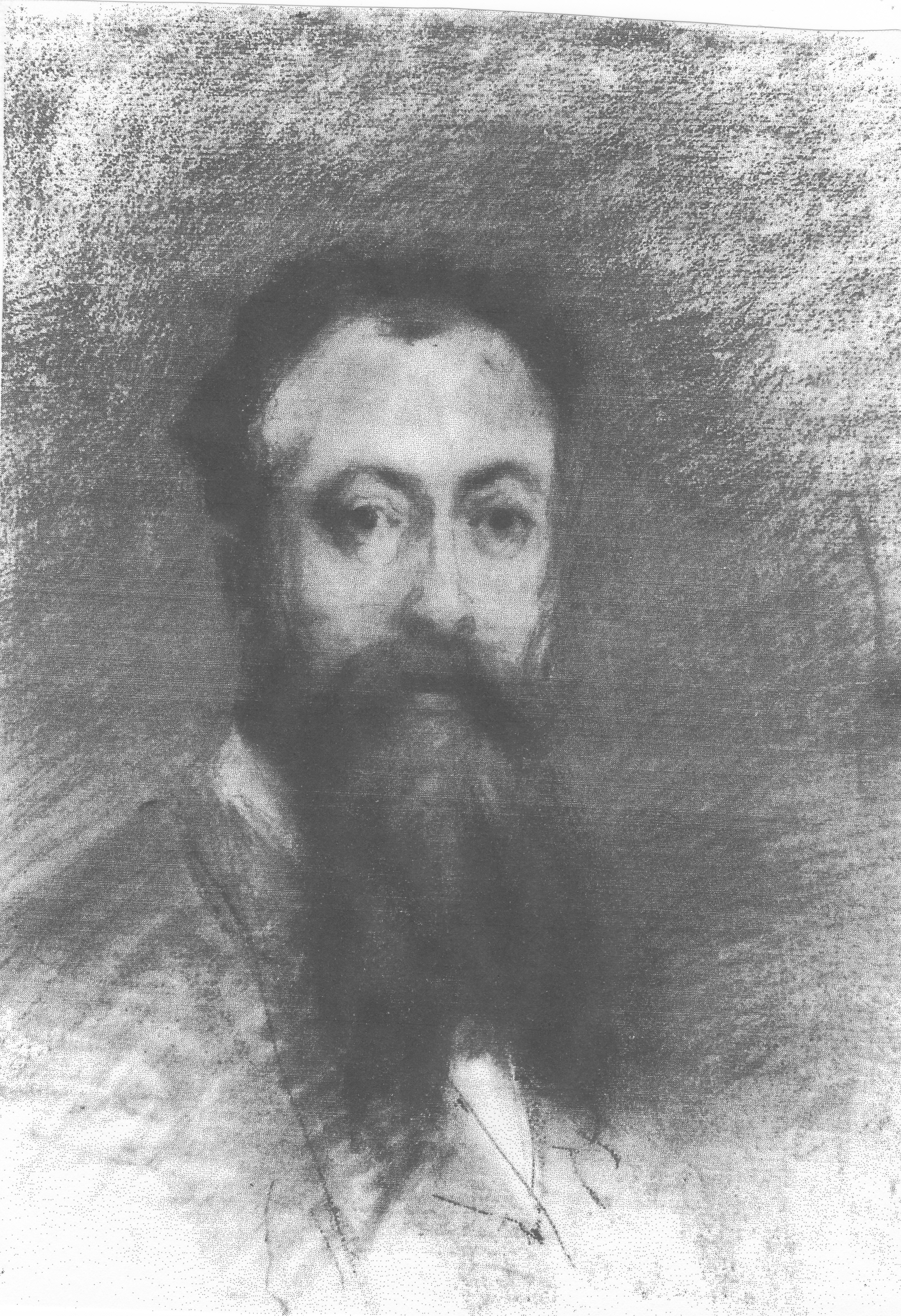
Autoritratto (1908)

Dal 1890 soggiorna a Gignese, sopra il Lago Maggiore, con lo zio Mosè Bianchi, dove dipinge soggetti di paesaggio con molto successo. Frequenterà anche Zelata, vicino a Bereguardo, dove ritrarrà numerosi soggetti venatori, le mondine e i paesaggi lacustri. Nel 1890 espone a New York, e nel 1893 a Chicago ottenendo notorietà anche oltreoceano. Dal 1898 comincia a frequentare Bordighera, dove poi vivrà nei suoi ultimi anni, e qui incontra la cantante lirica Marcellina Caronni che diventerà sua moglie nel 1906. Tra il 1900 e il 1903 tiene studio a Milano, in corso Magenta, lavorando a soggetti legati alla vita mondana della città ritraendone l'ippodromo, i caffè, i teatri. Avrà inoltre molte commesse dalla ricca nobiltà milanese tra cui i Bonacossa e gli amici Negroni.
Nel 1904 muore lo zio Mosè Bianchi. Trasferisce casa e studio milanese in via Monte Napoleone, dove rimarrà fino al 1918 per poi traslocare nuovamente, questa volta in piazza Sant'Alessandro.
Dal 1908 i soggiorni a Bordighera divengono sempre più frequenti. In un primo tempo risiede all'Hotel d'Angleterre, ma nel 1909 acquista il cottage della Contessa Fanshawe, costruito dall'architetto Charles Garnier. La residenza sarà subito ingrandita e nel 1911, all'interno del giardino di Villa Mariani farà costruire il suo famoso studio chiamato La Specola dall'architetto Rudolf Winter, figlio del celebre botanico Ludwig Winter. Mariani decide di stabilirsi a Bordighera in modo definitivo, facendone il suo rifugio con la moglie Marcellina Caronni.
In quell'epoca si recherà sovente a Monte Carlo dove trarrà ispirazione per le sue tele sulle sale da gioco. Continuerà comunque a ritrarre la natura, dipingendo sia la collina bordigotta con i suoi ulivi che la costa con i suoi pescatori ed il mare. Espone oltreoceano, a Buenos Aires e, nel 1911, a New York dove le sue opere ottengono un tale successo che il miliardario Andrew Carnegie decide di acquistarne alcune, così come i Rothschild, Max Linder, Charlie Chaplin, Arturo Toscanini e Giacomo Puccini.
Nel 1914 muore la madre a cui è profondamente legato. A Milano nel 1915 è testimone alle nozze del suo nipote prediletto Giovanni Battista Pitscheider, figlio della sorella Anna, che sposa la pittrice Elisabetta Keller. Dal 1916 decide di non partecipare più ad alcuna mostra o esposizione. A Bordighera esegue nel 1919 un piccolo ritratto della regina Margherita.
Nel 1923 accetta di organizzare una grande mostra individuale, presso la Galleria Pesaro, di circa 340 tele con cui dare una visione completa del suo percorso artistico. Pompeo Mariani muore a Bordighera il 25 gennaio 1927 e viene sepolto nel Cimitero Urbano di Monza.

### Morte
Pompeo Mariani non ebbe figli. Tutti i materiali degli studi di Milano vennero conservati dal nipote Giovanni Battista Pitscheider e rimasero tutelati dalla famiglia Pitscheider. Alla sua morte la proprietà di Bordighera passa prima alla moglie Marcellina Caronni e poi a Maria Caronni, una figlia illegittima che Marcellina aveva avuto prima di sposarsi e che Mariani non adottò mai. In seguito le proprietà passeranno a Pompeo Lomazzi, il figlio che Maria Caronni ebbe da Mario Lomazzi, conosciuto mentre lui e il padre Giovanni Lomazzi, lavoravano a villa Mariani.
Quando Lomazzi morì, senza figli, l'intero patrimonio andò in successione alla cognata Stefania Scevak che trasmise il tutto ad una società privata. Alcuni dipinti e disegni furono donati all'Istituto Internazionale di Studi Liguri di Bordighera.

### Commemorazione
Nel 1958 il Comune di Monza con l'aiuto del nipote Giovanni Battista Pitscheider organizza una mostra retrospettiva presso l'Arengario. Una targa commemorativa posta nel 1958 dal Comune di Monza in via Volta 12, ricorda il suo primo atelier di pittura di Villa Keller.
Nel 2015 nasce a Milano, dagli eredi diretti e discendenti di sangue dell'artista, l'"Associazione Culturale per la tutela, lo studio, valorizzazione e diffusione dell'Archivio e dell'Opera di Pompeo Mariani e di Elisabetta Keller". Emanazione dell'associazione è l'"Archivio Pompeo Mariani", giuridicamente registrato con il sito http://www.archiviopompeomariani.org/ Il 18 novembre 2017, in occasione degli anniversari di nascita e di morte dell'artista, viene presentato, all'interno dell'evento Bookcity Milano 2017, nella sede di Gallerie d'Italia, la monografia pubblicata da Silvana Editoriale dal titolo Pompeo Mariani 1857-1927. La storia inedita di un grande pittore dell'Ottocento. Il volume di Paolo Lunardi Versienti è interamente costruito sui materiale dell'Archivio Pompeo Mariani ed è un progetto a cura dell'Associazione Culturale per lo studio, la tutela, valorizzazione e diffusione dell'Archivio e dell'Opera di Pompeo Mariani e di Elisabetta Keller.
Il 27 marzo 2018 Pompeo Mariani Archivio in collaborazione con la Galleria d’arte moderna di Milano ha presentato, insieme a numerosi storici dell'arte, nella storica cornice della Villa Reale di Milano il volume monografico dal titolo Pompeo Mariani 1857-1927. La storia inedita di un grande pittore dell'Ottocento. Il 20 ottobre 2018 l'Archivio Pompeo Mariani, in collaborazione con la Galleria d'Arte Moderna di Genova, ha presentato presso i Musei di Nervi il volume monografico dal titolo Pompeo Mariani 1857-1927. La storia inedita di un grande pittore dell'Ottocento. Per la prima volta, si è potuto disegnare un profilo inedito dell’artista grazie all’analisi scientifica di migliaia di documenti, lettere, appunti, fotografie e inventari autografi custoditi a Milano nell'Archivio Pompeo Mariani.
Il 30 gennaio 2019 il Consiglio Direttivo e gli associati, con delibera assembleare ordinaria e straordinaria cambiano la denominazione dell'Associazione che prende il nome di "Associazione Culturale per la tutela, lo studio, la valorizzazione dell’Archivio e dell'Opera di Mosè Bianchi, Pompeo Mariani, Elisabetta Keller". Viene costituito così un terzo archivio d'artista, l'Archivio Mosè Bianchi, http://www.archiviomosebianchi.org/ che in ordine cronologico e per linea di discendenza familiare diretta si lega coerentemente a quelli ora presenti. Il 16 novembre 2019 i Musei Civici di Monza e l'Archivio Pompeo Mariani hanno presentato in collaborazione con l'Associazione Culturale per la tutela, lo studio, la valorizzazione dell'Archivio e dell'Opera di Mosè Bianchi Pompeo Mariani Elisabetta Keller e l'Associazione Amici dei Musei di Monza e Brianza, il volume monografico dal titolo Pompeo Mariani (1857-1927). La storia inedita di un grande pittore dell'Ottocento. Per l'occasione è stato esposto nel museo, dal 16 novembre 2019 al 6 gennaio 2020, il dipinto inedito di Pompeo Mariani, Ritratto del nipote Giovanni Pitscheider del 1905, concesso in prestito dall'Archivio Pompeo Mariani.
Nel gennaio del 2021 esce dall'Archivio Pompeo Mariani un inedito film-documentario per la regia di Giovanni Pitscheider dal titolo Istanti ritrovati. La vita di Pompeo Mariani nei ricordi del pronipote Umberto Pitscheider. Il progetto, diviso in tre episodi, è un cortometraggio biografico ricco di straordinarie e intense immagini conservate nell’archivio di famiglia. I preziosi fotogrammi utili alla comprensione dell’artista monzese sono visibili nella sezione filmati del sito dell'Archivio Pompeo Mariani. L'8 marzo 2021 è stato pubblicato un articolo-recensione su Il Cittadino di Monza e Brianza.
Il 5 marzo 2022 l'Archivio Pompeo Mariani ha partecipatato a Milano MuseoCity 2022, l'evento del Comune di Milano dedicato alla riscoperta del grande patrimonio culturale e museale della città. Per l'occasione l'Archivio Pompeo Mariani ha aperto i suoi spazi al pubblico raccontando i preziosi materiali legati all'opera dell'artista. Si è inoltre tenuta una conferenza dal titolo: "Pompeo Mariani tra vicende milanesi e un'inedita biografia".
Il 22 ottobre 2022 l'Archivio Pompeo Mariani ha partecipato a "MuseoCity inTOUR 2022". Il tema dell'evento si è concentrato sugli abiti nei ritratti di Pompeo Mariani. Nella sede dell'Archivio si sono potuti vedere esposti alcuni straordinari ritratti che il pittore Pompeo Mariani eseguì per le famiglie di amici dell'alta borghesia internazionale.

## Curiosità
Enrico Piceni racconta nel suo Tra libri e quadri che la Regina Margherita si era recata senza preavviso a Villa Mariani per complimentarsi con il maestro per il ritratto fatto al marito Umberto I. Mariani, in abiti da lavoro e non trovandosi presentabile, dovette cambiarsi d'abito, ma così facendo fece attendere la regina. Il Mariani si scusò e colse l'occasione per realizzare un rapido ritratto della sovrana. Da quel giorni molti lo chiamarono "il pittore che fece aspettare la regina". Il ritratto è conservato presso l'Istituto Internazionale di Studi Liguri.

## Riconoscimenti
- 1883 - Vinse una medaglia d'oro per le opere esposte a Nizza.
- 1888 - Vinse a Monaco di Baviera una medaglia d'oro per il dipinto "Tramonto nel porto di Genova" ora conservato presso i Musei Civici di Monza.
- 1889 - Menzione d'onore all’Esposizione universale di Parigi per il dipinto "Cantuccio di primavera".
- 1891 - Vinse la medaglia d’argento all’Esposizione nazionale di Palermo per il dipinto "Il torrente", acquistato poi da Casa Savoia.[12]

## Opere
- Parco di Monza (1888)
- Ritratto di vecchia (1888)
- Temporale in risaia (1896)
- Pesca alla Zelata (1896)[13]
- Lanca alla Zelata (1896)[14]
- Ritratto di Mosè Bianchi (1900 circa)
- Figura in giardino (1900)[15]
- Autoritratto (1912)
- Ritratto di gentildonna (1890 circa)
- L'acquazzone (1890)
- La voce ai battellieri
- Tramonto ligure

## Galleria d'immagini

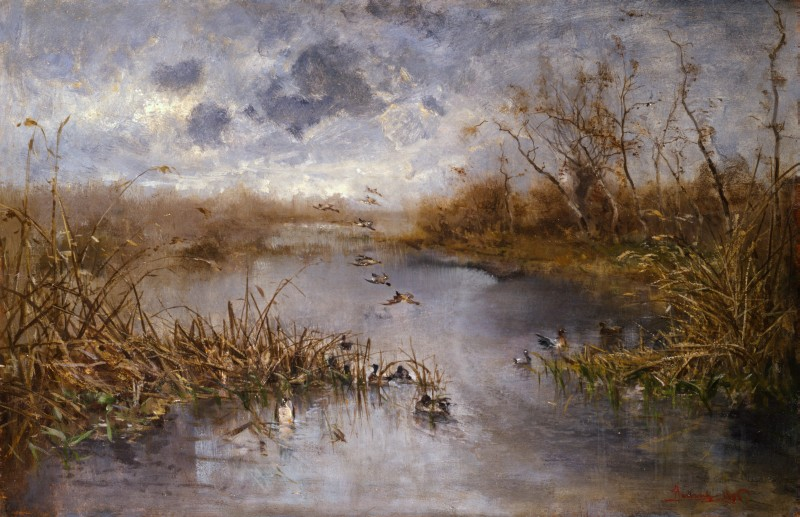
Cascina Zelada 1896 Gallerie d'Italia - Milano
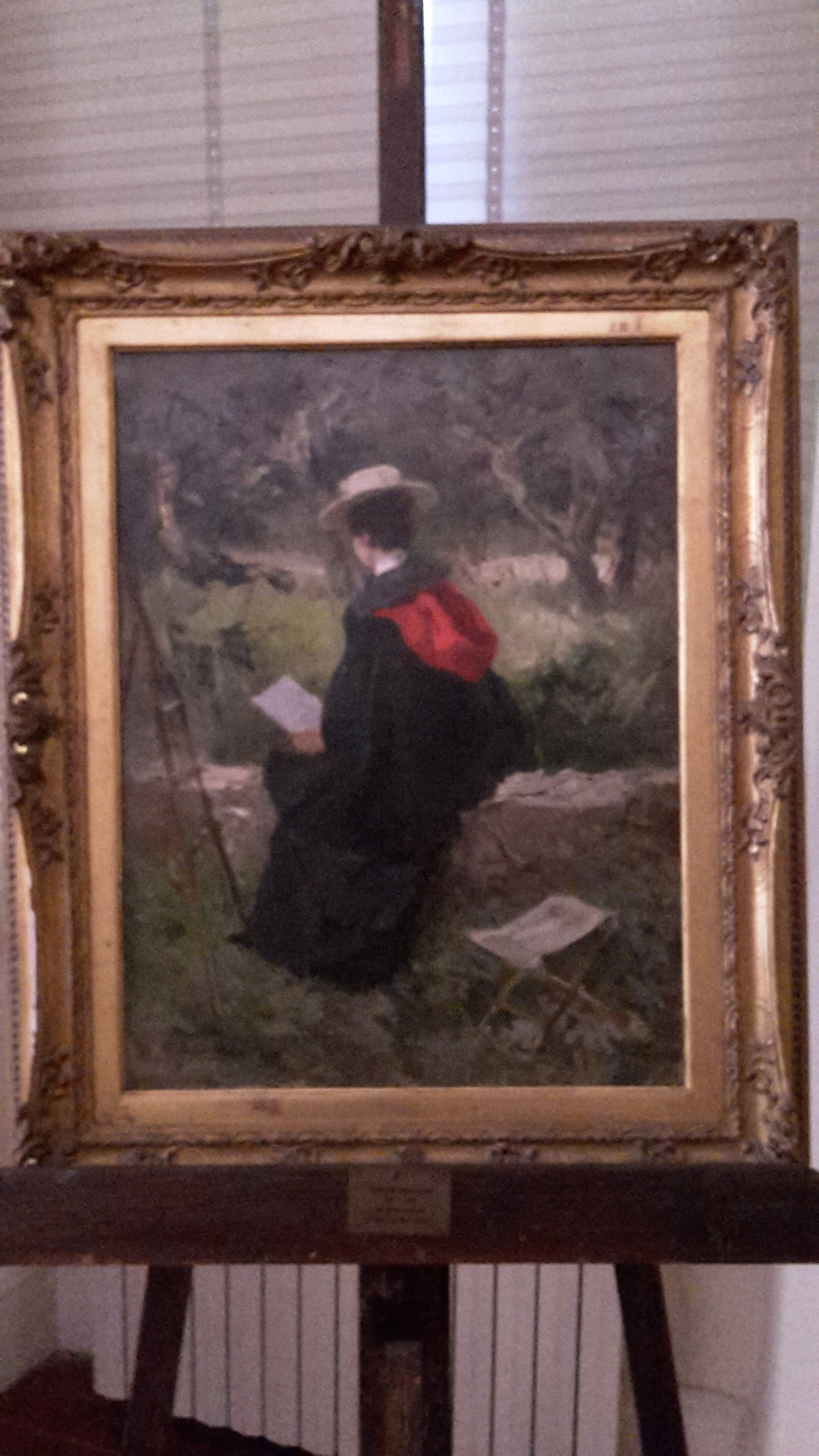
La Nana pittrice 1898 Istituto Internazionale di Studi Liguri
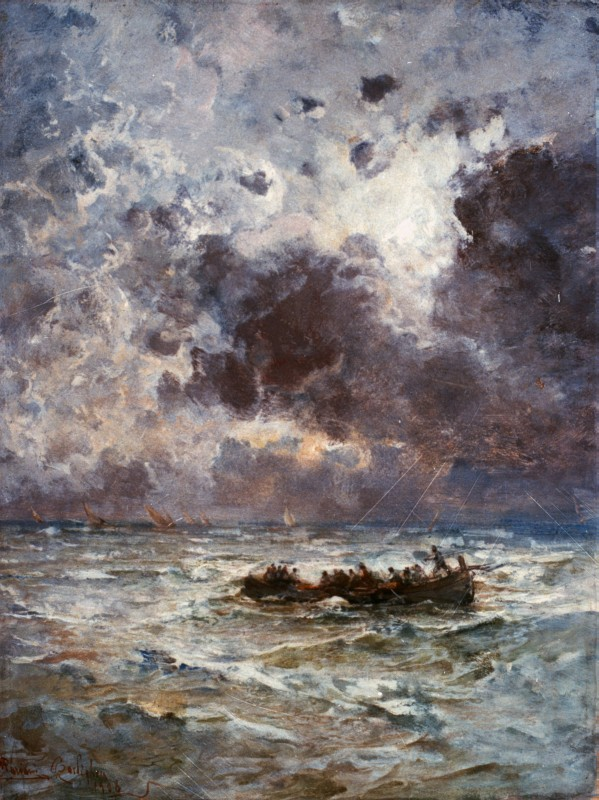
Marina a Bordighera 1908 Fondazione Cariplo
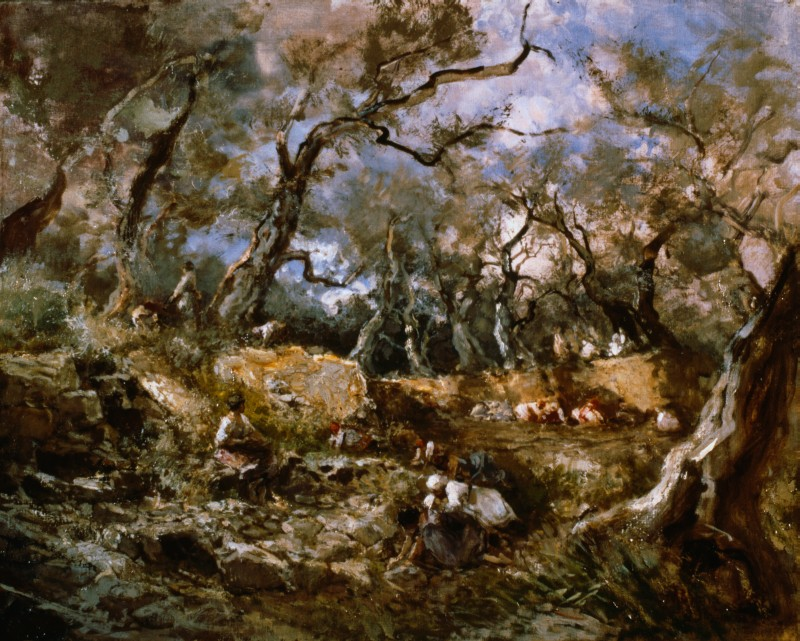
La raccolta delle olive 1917 Gallerie d'Italia - Milano
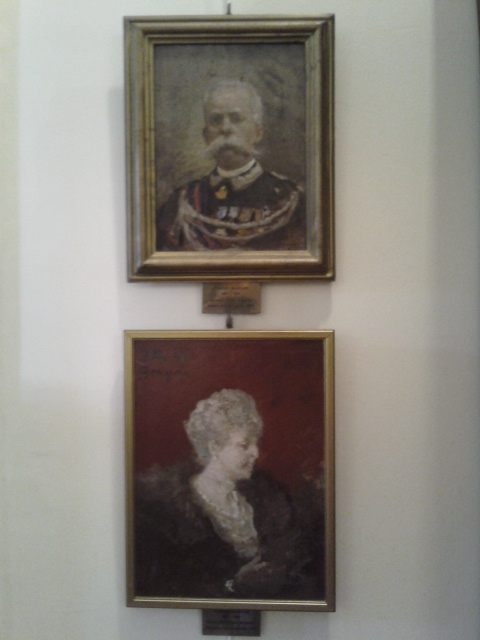
Ritratti di re Umberto I e della regina Margherita
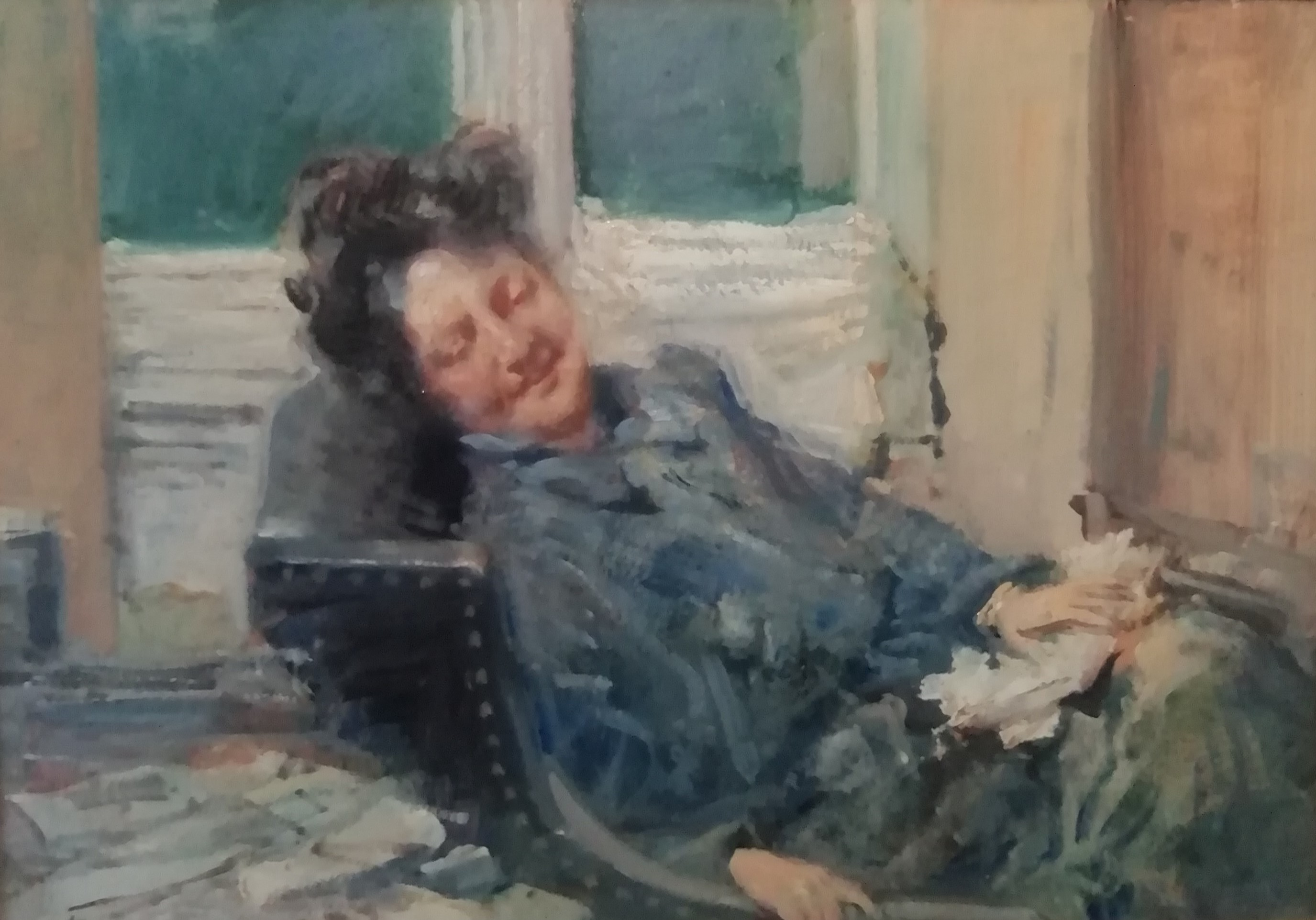
La Nana che riposa 1898
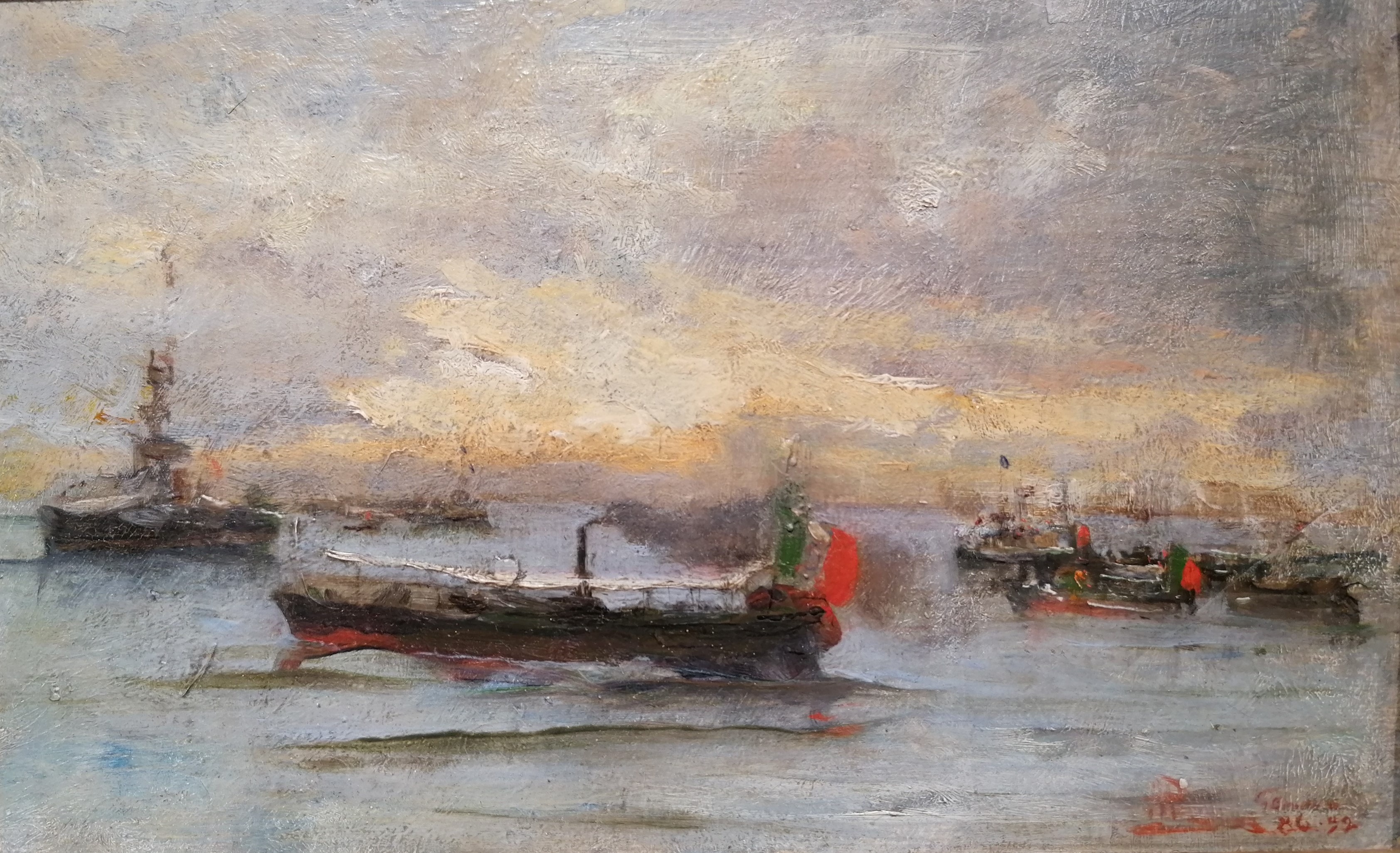
La lancia del re 1892, Genova